# Diores filomenae
Diores filomenae är en spindelart som beskrevs av Rudy Jocqué 2003. Diores filomenae ingår i släktet Diores och familjen Zodariidae. Inga underarter finns listade i Catalogue of Life.